# Жилой дом на Татищева, 57
Жилой дом на Татищева, 57 — дом, ранее расположенный по адресу Екатеринбург, улица Татищева, дом 57, был перенесён в 2016 году на улицу Синяева дом 58. Образец деревянной застройки начала XX века. Памятник градостроительства и архитектуры  Свердловской области.

## История дома
Дом был построен приблизительно до 1914 года.
Решением исполнительного комитета Свердловского областного Совета народных депутатов № 75 от 18.02.1991 года дом был поставлен на государственную охрану как памятник градостроительства и архитектуры регионального значения.
Одноэтажный деревянный жилой дом по улице Татищева, 57 мешал расширению дороги в рамках подготовки к ЧМ-2018 по футболу при реконструкции улицы Татищева и был перенесён на улицу Синяева, 58.

## Архитектура
В настоящее время дом расположен в западном районе город Екатеринбурга, на территории бывшего поселка Верх-Исетского завода. Деревянный, одноэтажный дом занимает угловое положение. В убранстве фасадов использован резной орнаментальный декор. Рисунок переплетов больших окон характерен для стилистики модерна. Образец деревянной застройки начала XX века, смешение пропильного декора с рисунком переплетов окон, типичные для модерна. 
Трехчастные ворота, примыкающие к дому по красной линии улицы, также украшены резьбой и просечным железом в навершиях столбов. Хозяйственная постройка, замыкающая фронт строений усадьбы по внешней границе участка, более раннего происхождения. 
До 2016 года дом имел усадебный участок с хозяйственными постройками и трёхчастными воротами, которые примыкали к дому по красной линии улицы Татищева. Вороты были украшены резьбой и просечным железом в навершиях столбов. Хозяйственная постройка замыкала фронт строений усадьбы по внешней границе участка, более раннего происхождения.